# Епит
Епит (фр. Espiute) насеље је и општина у југозападној Француској у региону Аквитанија, у департману Атлантски Пиринеји која припада префектури Олорон Сен Мари.
По подацима из 2011. године у општини је живело 111 становника, а густина насељености је износила 27,14 становника/km². Општина се простире на површини од 4,09 km². Налази се на средњој надморској висини од 79 метара (максималној 175 m, а минималној 70 m).

## Демографија
| 1962. | 1968. | 1975. | 1982. | 1990. | 2011. |
| ----- | ----- | ----- | ----- | ----- | ----- |
| 110   | 100   | 85    | 119   | 108   | 111   |

График промене броја становника у току последњих година